# Аните
Аните Тегејска (стгрч. ἈνύτηἈνύτη; fl. око 300. п. н. е.) била је хеленистички песникиња из Тегеје у Аркадији. 
Мало се зна о њеном животу, али у Грчкој антологији сачувана су двадесет четири епиграма која јој се приписују, а један је цитирао Јулије Полукс; деветнаест епиграма је опште прихваћено као њено аутентично дело. Она је у жанр увела руралне теме, које су потом постале стандардна тема у хеленистичким епиграмима. Она је једна од „девет изузетних античких песника” које је Антипатар Солунски навео у Палатинској антологији. Њена пастирска поезија је можда утицала на Теокрита, а њена дела је адаптирало неколико каснијих песника, укључујући Овидија.

## Живот
Ни једна поуздана информација о Анитеином животу није сачувана. О њеном раду и животу можемо само приближно датирати информације на основу стила њеног дела. На основу овога, као и могућих имитација њених дела у другој половини 3. века пре нове ере, генерално се сматра да је била активна око 300. године пре нове ере. Према Јулијусу Полуксу, који је писао током другог столећа нове ере, она је била из Тегеје у Аркадији. Алтернативно предање, забележено у Грчкој антологији, где је наведено да је Аните из места Митилене на Лезбосу. Чињеница да је користила дорски дијалект и то што у песми помиње Тегеј и аркадског бога Пана сугеришу да је вероватнија теорија о тегејском пореклу, иако је могуће да је Полукс само претпоставио где је рођена на основу тога што помиње Тегеј. Прича о лезбоском пореклу је вероватно била осмишљена у каснијем периоду, чиме је направљена веза између песникиње и Салфе.
Сачувана је само једна прича о њеном животу. Паусанија тврди да ју је једном посетио пагански бог Асклепије док је спавала и рекао да оде у Нафлактос да тамо посети неког слепог човека. Учинивши то, човек је излечен и подигао је храм Асклепију. Иако се мало зна о Анитеином животу, у поређењу са другим античким Гркињама, изузев Салфе, највише је сачувано њене поезије.

## Поезија
Сачувано је двадесет пет епиграма приписаних Анитеи у антици, један је цитирао Јулије Полукс, а остатак у Palatine или Planudean Anthology. Од сачуваних дела, за девенаест постоји консензус да је ауторка Аните. Од преосталих шест, четири се приписују и Аните и још једном аутору било у Палатинској или Планудској антологији, а два епиграма су приписана Анитеи у Палатинској антологији, али су укључена без имена аутора у Планудској антологији. Од ових шест несигурних песама, Аните сматра да су две (АП 7.190 и 7.232) могуће или вероватно; у остале се углавном сумња. Вероватно је да је Аните саставила књигу поезије од својих епиграма — можда и као прва која је то учинила. Грчка антологија је два пута помиње да је „лирски песник“, а Паусанија помиње њену епску поезију, али ни лирска ни епска поезија Аните до данас не опстају сачувани.
| παρθένον Ἀντιβίαν κατοδύρομαι, ἇς ἐπὶ πολλοὶ νυμφίοι ἱέμενοι πατρὸς ἵκοντο δόμον, κάλλευς καὶ πινυτᾶτος ἀνὰ κλέος: ἀλλ᾽ ἐπὶ πάντων ἐλπίδας οὐλομένα Μοῖρ᾽ ἐκύλισε πρόσω. | I mourn the virgin Antibia, through the fame of whose beauty and wisdom Many eager young men came to her father's house. Fate, the destroyer, rolls hope far away from all. |
| —Anyte 6 = AP 7.490 | —Ричард Алдингтон, Antibia |

Њена поезија је састављена на мешовитом дијалекту, са елементима дорског и епског језика, као и са неким примесама атицизма; било је уобичајено да хеленистички песници намерно мешају дијалекте на овај начин. Често је заинтересована за теме жена и деце. Професорка класичних наука Кетрин Гуцвилер тврди да су њена поједина дела намерно састављена у супротности са традиционалним епиграмима, које су писали анонимни аутори и то из мушке и урбане перспективе. Од пет сачуваних епитафа које су јој приписани, само један означава смрт младића, што је било традиција у оквиру жанра; преостале четири одају почаст женама које су умрле младе. Најпознатија је по епитафима животињама и пасторалним епиграмима који описују идиличне пејзаже. Сачувана су и два посветна епиграма које је написала.
Анитеина поезија је, као и поезија њених савременика, садржала је многе алузије, посебно на Хомера. Ова поезија опонаша структуру и синтаксу Хомерове поезије, користећи Хомеров речник за писање о личним и локалним темама. На пример, Анитеин епиграм 6, епитаф посвећен неудатој Антибији, више пута понавља фразе из Илијаде и Одисеје. Она такође подсећа на Хомера по честој употреби сложених придева, као што је опис змије poikilodeiros („са вратом много боја“) у епиграму 10. Њено дело се позива на Хесиода, архаичну грчку лирику и атичку драму и показује доказе да је била упозната са епиграмима Симонида са Кеја и Анакреонта. Неколико њених епиграма алудира на дела Ерине, песникиње раног хеленистичког периода.

## Наслеђе
Њеме пасторалне песме и епитафи посвећени кућним љубимцима биле су у то време важне иновације. Оба жанра су касније постала стандард у хеленистичкој поезији. Њена пасторална дела су можда утицала на Теокрита, а Овидије и Марко Аргентарије написали су адаптације њених песама; епиграматичар Мнасалцес је направио збирку епиграма који су имитирали стил Анитее. Посидипов епиграм о смрти младе жене упућује на једну од Анитеиних песама, као и на Сафо и Ерину. Мери Максвел сугерише да је стил песникиње Сулпиције био под утицајем Аните и њеног савременика Носиса. Антипатар Солунски наводи Аните у свом канону (избору најбољих) девет песника. Према Тацијану Сирском, статуе Аните су извајали Кефизодот и Еутикрат.
Почетком двадесетог века песници имажисти су се бавили њеном поезијом а Ричард Алдингтон ју је у преводу грчке и латинске поезије описао као „жену-Хомера“. Савремени научници су били критичнији према Анитеином раду, сматрајући њене теме неозбиљним. Међутим, Џозефин Балмер описује њену поезију као „запањујућу“ и тврди да она показује и образовање и техничку вештину. Х. Д. је адаптирао један Анитеин епиграм у песми „Хермес путева“; она је једна од жена укључених у Џуди Чикаго Heritage Floor, укључена је у серији Анселма Кифера Жене у антици. Кратер на Меркурију је назван по њој.